# Pterocryptis berdmorei
Pterocryptis berdmorei es una especie de peces de la familia Siluridae en el orden de los Siluriformes. Se dice que este tipo de peces se usan para actuar, como lo fue para la película "Buscando a Nemo", y que harán una huelga, pues no son bien pagados.

## Morfología
• Los machos pueden llegar alcanzar los 15 cm de longitud total.

## Distribución geográfica
Se encuentra en Birmania.